# Copa Ibarguren 1941
La Copa Ibarguren, también conocida como Campeonato Argentino Copa Dr. Carlos Ibarguren o Campeonato Argentino a secas, fue un torneo oficial del fútbol argentino. 
Esta fue la decimoctava edición del torneo. Enfrentó a River Plate contra Newell's Old Boys, siendo esta la segunda final entre ambas instituciones, tras la Copa de Competencia Jockey Club 1914.

## Clubes clasificados
Clasificaron como campeones de 1942:
| AFA |  | Club Atlético River Plate       |  | Campeón de la Primera División de Argentina (1941)   |
| ARF |  | Club Atlético Newell's Old Boys |  | Campeón del Torneo Gobernador Luciano Molinas (1941) |

## Desarrollo
El torneo enfrentó a "La Máquina" de River Plate; contra Newell's Old Boys; campeón de la Liga Rosarina de Fútbol de 1941.
El encuentro se disputó al final de temporada, el 22 de marzo de 1942, en el Estadio Ricardo Etcheverri de Caballito.
River Plate se consagraría campeón al vencer por 3 a 0 con goles de Pedernera, Labruna (de tiro penal), y D'Alessandro, consiguiendo así su segundo título en la competición.
Roberto D'Alessandro, exjugador de Rosario Central, fue la gran figura del encuentro.
| 22 de marzo de 1942 | River Plate | 3:0 | Newell's Old Boys | Estadio Ricardo Etcheverri, Buenos Aires |  |

| Guardameta     | Julio Barrios         |  |
| Defensa        | Ricardo Vaghi         |  |
| Defensa        | Avelino Cadilla       |  |
| Centrocampista | Norberto Yácono       |  |
| Centrocampista | Bruno Rodolfi         |  |
| Centrocampista | José Ramos            |  |
| Delantero      | Juan Carlos Muñoz     |  |
| Delantero      | Roberto D'Alessandro  |  |
| Delantero      | Adolfo Pedernera      |  |
| Delantero      | Ángel Labruna         |  |
| Delantero      | Aristóbulo Deambrossi |  |
| DT             | Renato Cesarini       |  |

| Guardameta     | Aldo Ramacciotti;  |  |
| Defensa        | Carlos Cardona     |  |
| Defensa        | Osvaldo Garbagnoli |  |
| Centrocampista | Américo Villarruel |  |
| Centrocampista | Antonio Carlucci   |  |
| Centrocampista | Carlos Pellegrini  |  |
| Delantero      | Juan Gayol         |  |
| Delantero      | Humberto Fiore     |  |
| Delantero      | Raúl Frutos        |  |
| Delantero      | Francisco Dorado   |  |
| Delantero      | Mariano Sánchez    |  |
| DT             | Adolfo Celli       |  |

| Anotado         | 5'  | Pedernera    |
| Anotado · Penal | 16' | Labruna      |
| Anotado         | 33' | D´Alessandro |

| Guardameta     | Julio Barrios         |  |
| Defensa        | Ricardo Vaghi         |  |
| Defensa        | Avelino Cadilla       |  |
| Centrocampista | Norberto Yácono       |  |
| Centrocampista | Bruno Rodolfi         |  |
| Centrocampista | José Ramos            |  |
| Delantero      | Juan Carlos Muñoz     |  |
| Delantero      | Roberto D'Alessandro  |  |
| Delantero      | Adolfo Pedernera      |  |
| Delantero      | Ángel Labruna         |  |
| Delantero      | Aristóbulo Deambrossi |  |
| DT             | Renato Cesarini       |  |

| Guardameta     | Aldo Ramacciotti;  |  |
| Defensa        | Carlos Cardona     |  |
| Defensa        | Osvaldo Garbagnoli |  |
| Centrocampista | Américo Villarruel |  |
| Centrocampista | Antonio Carlucci   |  |
| Centrocampista | Carlos Pellegrini  |  |
| Delantero      | Juan Gayol         |  |
| Delantero      | Humberto Fiore     |  |
| Delantero      | Raúl Frutos        |  |
| Delantero      | Francisco Dorado   |  |
| Delantero      | Mariano Sánchez    |  |
| DT             | Adolfo Celli       |  |

| Anotado         | 5'  | Pedernera    |
| Anotado · Penal | 16' | Labruna      |
| Anotado         | 33' | D´Alessandro |

|                                |
|                                |
| Campeón River Plate 2.º título |

| Predecesor: 1940 Campeón: Boca Juniors | XVIII Copa Ibarguren 1941 Campeón: River Plate | Sucesor: 1942 Campeón: River Plate |